# Nederlandse Stichting voor het Gehandicapte Kind

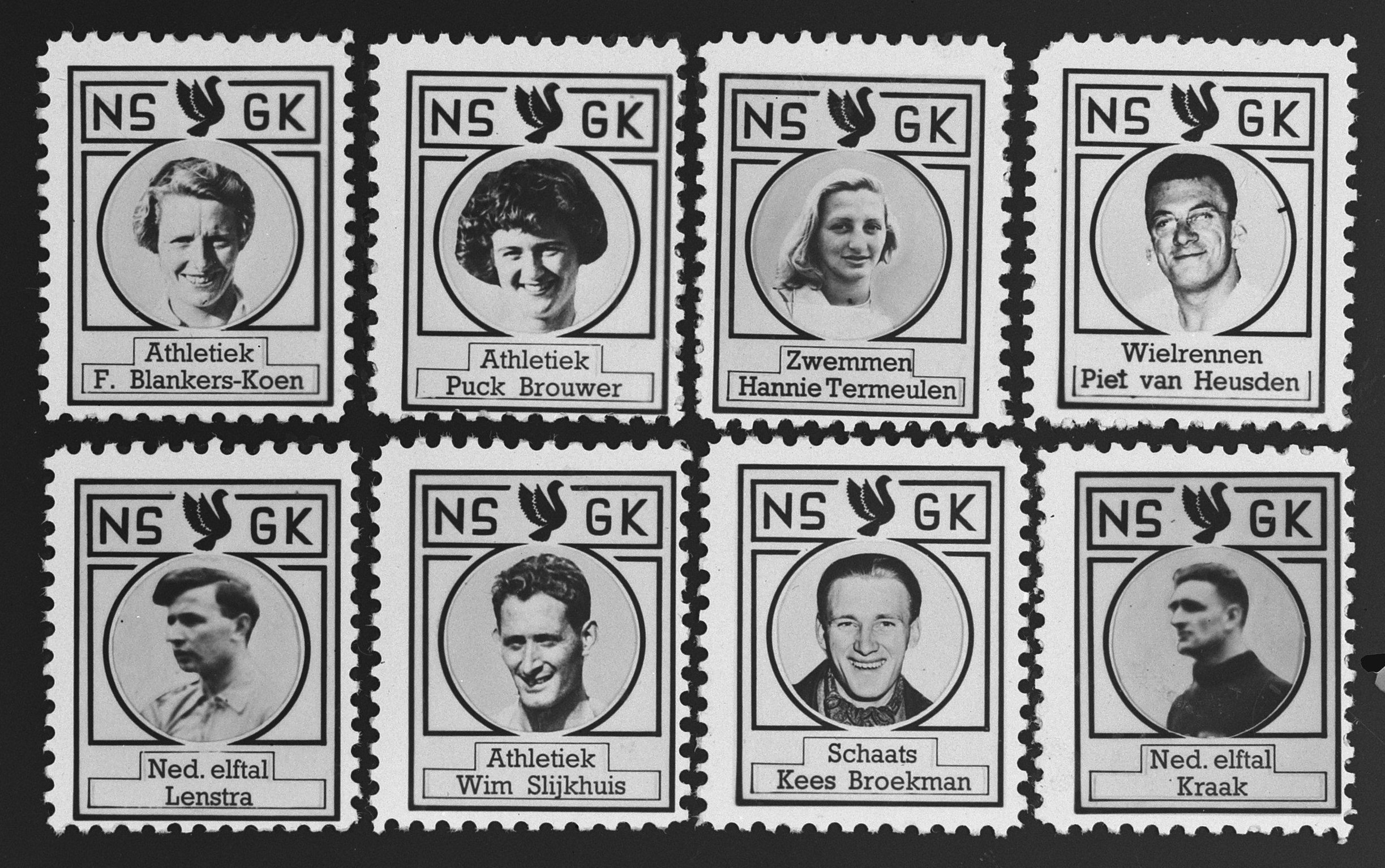
Sportplakzegels ten bate van het Gehandicapte Kind (1952)

De Nederlandse Stichting voor het Gehandicapte Kind (het Gehandicapte Kind) is het goede doel voor kinderen met handicap. Het Gehandicapte Kind is een in 1951 opgerichte Nederlandse stichting die initiatieven voor kinderen met een handicap subsidieert, stimuleert en actief ontwikkelt. Het Gehandicapte Kind wil dat alle kinderen met een handicap ook mee kunnen spelen, sporten en leren: want elk kind hoort erbij.
De doelgroep bestaat uit gehandicapte kinderen en jongeren. Projecten op het gebied van spelen en sporten, leren en werken, wonen en logeren worden gesteund met hulp van circa 40.000 donateurs en 12.000 collectevrijwilligers. De organisatie beschikt over een Erkenning van Centraal Bureau Fondsenwerving (CBF) en wordt aangemerkt als Algemeen Nut Beogende Instelling (ANBI).
Naast de financiële bijdrage aan impactvolle projecten ziet de stichting als belangrijke taak de verbetering van beeldvorming rondom kinderen en jongeren met een handicap. Inclusie, toegankelijkheid en empowerment worden door NSGK als belangrijke aandachtspunten genoemd.
Het Gehandicapte Kind is gevestigd in Amsterdam, Nederland. Bij het Gehandicapte Kind werken ongeveer vijfentwintig mensen die veelal op parttime-basis werken.

## Ambassadeurs
Merijn Rootlieb (kinderambassadeur), Lucille Werner, Douwe Bob, Dennis Wilt, Lex Gaarthuis, Aaltje en Jaap van Zweden, Esther Vergeer